# Perfil automático vertical
La prueba de perfil automático vertical (en inglés:Vertical Auto Profile o VAP) es un análisis de sangre diseñado para medir con precisión los niveles de lípidos y lipoproteínas en el cuerpo humano. Mientras los perfiles lipídicos tradicionales proporcionan información básica sobre colesterol total, HDL, LDL y triglicéridos, la prueba VAP ofrece una evaluación mucho más exacta de las subfracciones lipídicas, incluyendo diversos tipos de colesterol LDL, VLDL e IDL.
Esta prueba es especialmente útil en la identificación de riesgos cardiovasculares que podrían no detectarse mediante análisis convencionales, permitiendo así una mayor y mejor personalización de estrategias de prevención y tratamiento.

## Descripción
Es una avanzada técnica de análisis diseñada para identificar factores de riesgo cardiovascular no detectados con pruebas de colesterol tradicionales. Su ventaja principal es que es capaz de medir y reportar más parámetros de riesgo, lo que la hace considerablemente más precisa, incluso en pacientes con niveles elevados de triglicéridos. A diferencia de las pruebas de colesterol estándar, la prueba de VAP no requiere que el paciente ayune, lo que facilita su aplicación en situaciones clínicas cotidianas.
Se destaca de la prueba VAP es su capacidad para evaluar 15 componentes distintos del perfil lipídico, en comparación con cuatro parámetros que miden la prueba tradicional. Esto le permite detectar más del doble que las lipidanomalías, especialmente en personas con un alto riesgo de enfermedad cardiovascular. Entre los componentes que mide la prueba VAP están las cinco clases de lipoproteínas, como LDL, HDL, IDL, VLDL y la lipoproteína (a). Además, la prueba define cuantitativamente la concentración de partículas LDL-P, proporcionando una visión más detallada de los niveles lipídicos. Estos elementos son importantes para evaluar amenazas más específicas y personalizado para los pacientes con alto riesgo cardiovascular.
La prueba está alineada con las guías de la Asociación Estadounidense de Diabetes y el Colegio Estadounidense de Cardiología, que recomiendan un enfoque más completo para pacientes con alto riesgo de enfermedades cardíacas, como aquellos con diabetes tipo 2. Estas directrices incluyen la medición de apolipoproteína B y otros parámetros, además del LDL, para evaluar con mayor precisión el riesgo cardiovascular.

## Estudios
Diversos estudios han respaldado la eficacia de la prueba VAP. Un estudio de 1.34 millones de pacientes en Johns Hopkins mostró que hasta el 60% de los casos se clasificaron de manera incorrecta al usar el panel de lípidos convencional, lo que potencialmente podría resultar en tratamientos inadecuados o incluso perjudiciales. Otros estudios han resaltado la correlación entre las lipoproteínas residuales y el riesgo cardiovascular, insinuando que la prueba VAP puede ser crucial para una valoración más exacta y un tratamiento adecuado en pacientes con alto riesgo.